# Afrikan Špir
Afrikan Aleksandrovič Špir (in russo Африка́н Алекса́ндрович Шпир?; in ucraino Африка́н Олекса́ндрович Шпір? o Шпір, traslitterato Afrykan Oleksandrovych Špir; in tedesco: Afrikan (von) Spir; in francese: African (de) Spir; in italiano: Africano Spir; Elizavetgrad, 10 novembre 1837 – Ginevra, 26 marzo 1890) è stato un filosofo russo.
La sua opera principale, Denken und Wirklichkeit: Versuch einer Erneuerung der kritischen Philosophie (Pensiero e Realtà: tentativo di rinnovamento della filosofia critica), ha influenzato la filosofia del giovane Friedrich Nietzsche.

## Biografia
Špir nacque il 10 novembre 1837 nella proprietà paterna di Špirovska, non lontano da Elizavetgrad (ora Kropyvnyc'kyj) in quella regione dell'Impero russo che è oggi l'Ucraina. Suo padre, Aleksandr Aleksandrovič Špir, era un medico russo di origine tedesca, capo-chirurgo dell'ospedale militare di Odessa e già professore di matematica a Mosca. Nel 1812 fu insignito dell'Ordine di San Vladimiro, nobilitato e nominato consigliere di collegio, divenendo così membro della nobiltà ereditaria del Governatorato di Cherson. Sua madre, Elena Konstantinovna Špir, nata Poulevic, era figlia del maggiore Poulevic e, per parte di madre, nipote del pittore greco Logino, stabilitosi in Russia durante il regno di Caterina II. Aleksandr Špir dette a suoi figli - quattro maschi e una femmina - dei nomi presi in un vecchio calendario greco, questa è l'origine del curioso nome "Afrikan". Špir non amava il suo nome e firmava le sue lettere e i suoi libri semplicemente "A. Spir". La sua modestia gli impedì pure di usare il tedesco "von" o il francese "de"  - indicanti la sua appartenenza alla nobiltà - prima del suo cognome. Špir descrisse egli stesso la sua educazione come segue: 
Durante questi anni Špir si interessò alla filosofia e lesse la Critica della ragion pura di Kant nella traduzione francese di Tissot, che gli fornì le basi del suo proprio sistema filosofico. In seguito lesse anche David Hume, e John Stuart Mill.

Nel 1855, all'età di 18 anni, Špir partecipò come sottotenente di vascello della marina russa alla Guerra di Crimea, durante la quale fu decorato con l'Ordine di Sant'Andrea e l'Ordine di San Giorgio. Špir difese, come Lev Tolstoj, il bastione N. 4 di Malakoff durante l'assedio di Sebastopoli. Dopo la morte di suo padre nel 1852, ereditò le proprietà paterne (il suo ultimo fratello rimasto, il poeta Aristarco, era morto nel 1841), liberò i suoi servi e diede a ciascuno di loro della terra e del denaro (Špir fu un precursore: l'emancipazione dei servi della gleba nell'Impero russo sarà ufficialmente proclamata solo nel 1861). Nel 1862 Špir lasciò Elisavetgrad per un viaggio in Germania, dove passò due anni
 Sua sorella Charitis morì poco dopo il suo rientro in Russia, nel 1864. Dopo la morte di sua madre, nel 1867, Špir svendette le sue proprietà ad un prezzo ridicolmente basso, distribuì quasi tutta la sua sostanza e lasciò la Russia definitivamente.
All'Università di Lipsia, dove si recò dapprima, seguì le lezioni di Moritz Wilhelm Drobisch (1802-1896), un filosofo herbartiano. Fu a Lipsia nello stesso tempo in cui Nietzsche vi fu come studente, ma non sembra che si siano mai incontrati. Nel 1869 andò a Tubinga e nel 1871 a Stoccarda. Qui, nella Chiesa ortodossa della Corte, sposò il 30 gennaio 1872, Elisabetta (Elise) Gatternich e la coppia ebbe una figlia, Hélène. A Lipsia, Špir divenne amico dell'editore e frammassone Joseph Gabriel Findel, che pubblicò la maggior parte delle sue opere. Il suo libro più importante, Denken und Wirklichkeit: Versuch einer Erneuerung der kritischen Philosophie ("Pensiero e Realtà: Tentativo di un rinnovamento della filosofia critica") fu pubblicato nel 1873. Una seconda edizione, di cui Nietzsche acquistò e annotò una copia, fu pubblicata nel 1877. Sperando di avere in questo modo un maggior numero di lettori, Špir scrisse direttamente in francese gli Esquisses de philosophie critique ("Schizzi di filosofia critica"), pubblicati per la prima volta nel 1877. Una nuova edizione fu pubblicata solo quarant'anni dopo la morte di Špir, nel 1930, con un'introduzione del filosofo francese e professore alla Sorbona Léon Brunschvicg.
Nel 1878, ammalatosi di polmonite, per curare le conseguenze della sua malattia (una tosse cronica), Špir si trasferì in Svizzera, a Losanna, dove visse cinque anni. Nel 1884 Špir domandò all'Imperatore russo l'autorizzazione di lasciare la cittadinanza russa per acquisire quella svizzera, lo stesso anno ricevette l'autorizzazione imperiale e fece domanda di iscrizione nei registri di Belmont-sur-Lausanne, un sobborgo sopra Losanna dove abitava con la sua famiglia. Nel 1886, per poter usufruire delle facilità di una biblioteca privata (la "Société de Lecture"), Špir si trasferì con la famiglia a Ginevra. Il 17 settembre 1889 Špir ricevette dal governo svizzero l'autorizzazione per sé, sua moglie e sua figlia, a diventare cittadini svizzeri. Špir morì per le complicazioni dell'influenza russa a Ginevra, al n. 6 della rue Petitot, il 26 marzo 1890, e fu sepolto nel cimitero di Saint-Georges. Lasciò sua moglie Elisabeth e sua figlia Hélène. Benché abbia trascorso la maggior parte della sua vita come filosofo, Špir non ebbe mai un incarico universitario e i suoi scritti rimasero relativamente sconosciuti durante tutta la sua vita e in buona parte anche dopo la sua morte.
I manoscritti, i documenti personali, le fotografie e i libri di o su Afrikan Špir sono stati depositati nel marzo del 1940 da sua figlia Hélène Claparède-Spir presso la Biblioteca di Ginevra (già Biblioteca Pubblica e Universitaria di Ginevra), dove formano il "Fonds African Spir" e possono essere consultati.
Altri documenti della famiglia Claparède-Spir possono essere consultati alla Harvard University Library.

## Decorazioni
- Ordine di Sant'Andrea
- Ordine di San Giorgio

## Pensiero
Špir è un filosofo post-kantiano e qualifica la sua filosofia come "filosofia critica". Influenzato da Kant, Špir afferma che norma del conoscere è il principio di identità (A ≡ A), principio a priori, non derivato e non derivabile dall'esperienza. Così come già Kant, secondo Špir il principio di identità, assieme a quello di causalità, dovrebbe essere la base della conoscenza. Tuttavia, il confronto con la realtà tramite l'esperienza porta a un'incessante smentita di questi principî, dalla quale si può dedurre l'impossibilità di giustificare razionalmente non solo le modalità d'essere della realtà, ma anche l'esistenza stessa della realtà fenomenica. In tal modo da epistemologico il principio di identità diviene ontologico e si giunge ad una scissione drammatica tra l'incondizionato non-fenomenico, che presuppone il principio di identità per cui gli enti non dovrebbero mutare, e il condizionato fenomenico, che è composto di incessante mutazione. Ora, mentre per un singolo ente condizionato è possibile trovare una ragione sufficiente negli altri enti condizionati, ciò non può invece essere effettuato con il condizionato nella sua totalità. In altri termini, un oggetto muta e la causa del mutamento può essere rinvenuta in altri oggetti; ma il mutamento in quanto tale, ovvero il fatto che vi sia il mutamento, rimane privo di causa o condizione. Špir arriva quindi ad affermare un dualismo acosmista, dove condizionato e incondizionato sono assolutamente separati ed eterogenei, e il mondo fenomenico non solo non è spiegabile e privo di una sua ragione, ma logicamente non dovrebbe nemmeno esistere.
La conclusione cui giunge Špir apre le porte alla parte religiosa della sua dottrina, che può essere considerata come una forma di panenteismo radicale, dove l'incondizionato viene identificato con Dio, un Dio non personale né creatore, non raggiungibile tramite la ragione e i fenomeni, ma unicamente tramite un sentimento pre-razionale. Ciò spiega anche i forti tratti apocalittici e profetici degli scritti di Špir che, nelle intenzioni dell'autore, avrebbero dovuto aprire una nuova era di maturità spirituale per l'Umanità.

## Posterità

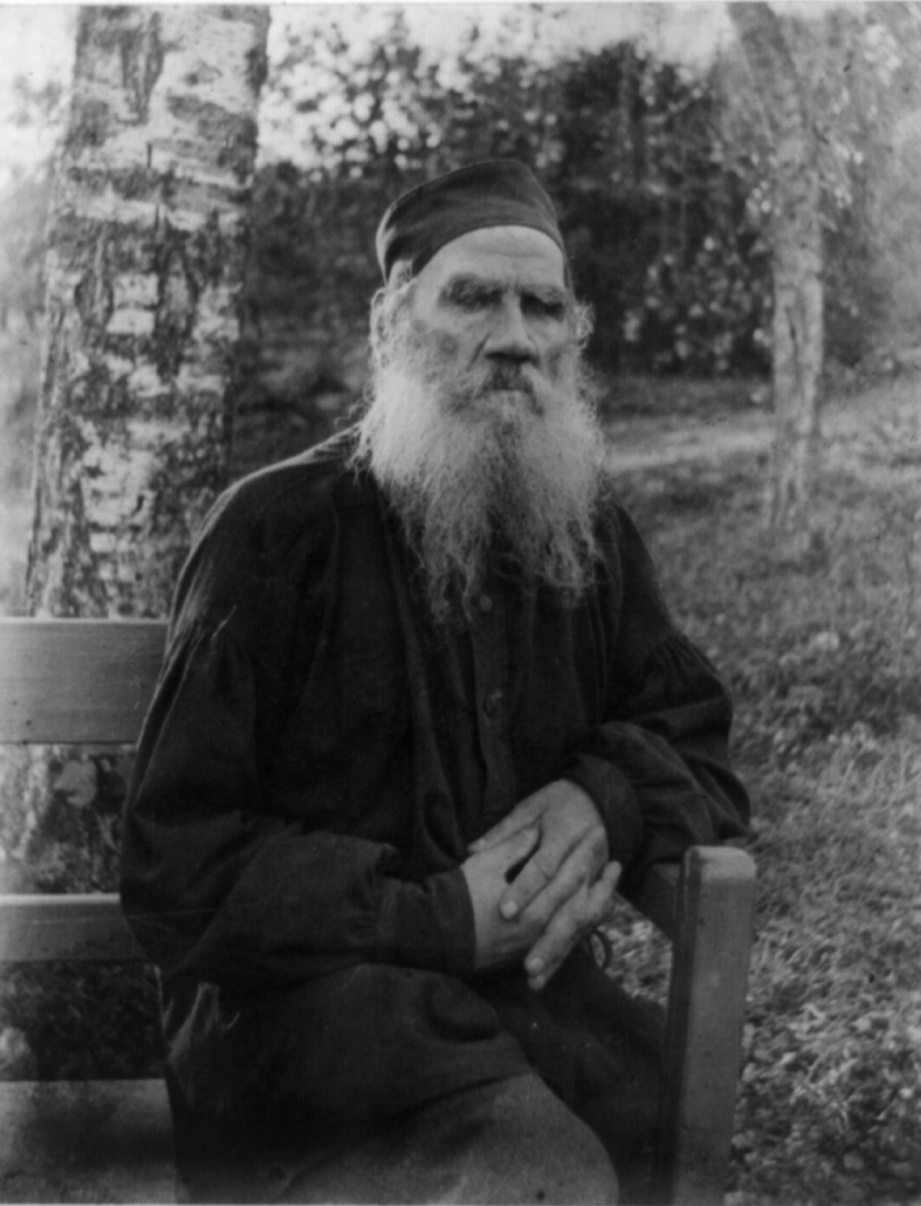
"Ancora un altro evento importante, l'opera di African Spir. Ho appena riletto ciò che scrissi all'inizio di questo diario. In fondo, non è altro che una sorta di riassunto di tutta la filosofia di Spir, che a quell'epoca non solo non avevo letto, ma di cui non avevo nemmeno la più pallida idea." Lev Tolstoj, Diario, 2 maggio 1896

Nel 1896 Lev Tolstoj lesse Pensiero e Realtà e ne fu molto impressionato, come scrisse in una lettera a Hélène Claparède-Spir: "leggere Pensiero e Realtà è stato per me una grande gioia. Non conosco filosofo così profondo e nel contempo così preciso, voglio dire scientifico, che accetta solo ciò che è strettamente necessario e chiaro per tutti. Sono sicuro che la sua dottrina sarà compresa e apprezzata come merita e che il destino della sua opera sarà simile a quello dell'opera di Schopenhauer, che fu conosciuta e ammirata soltanto dopo la sua morte".
Leggiamo nel diario di Tolstoj, 2 maggio 1896: "Ancora un altro evento importante, l'opera [Pensiero e Realtà] di African Spir. Ho appena riletto ciò che scrissi all'inizio di questo diario. In fondo, non è altro che una sorta di riassunto di tutta la filosofia di Spir, che a quell'epoca non solo non avevo letto, ma di cui non avevo nemmeno la più pallida idea. Quest'opera ha notevolmente chiarito le mie idee sul significato della vita e in un certo senso le ha rafforzate. L'essenza di questa dottrina è che non esistono le cose, ma solo le nostre impressioni, che nella nostra rappresentazione ci appaiono come oggetti. La rappresentazione (Vorstellung) ha la qualità di credenza nell'esistenza degli oggetti. Ciò deriva dal fatto che la qualità del pensare consiste nell'attribuire un'oggettività alle impressioni, una sostanza, e nel proiettarle nello spazio."
Le opere più importanti sulla filosofia di Špir sono state pubblicate tra il 1900 e il 1914 (Lessing, Zacharoff, Segond, Huan, Martinetti). Dopo la prima guerra mondiale, l'interpretazione del pensiero di Špir fatta dal filosofo italiano Piero Martinetti (1872-1943) gli assicurò per un certo tempo una rinascita nella forma di un "idealismo religioso". Prima della seconda guerra mondiale, Hélène Claparède-Spir ha pubblicato alcune riedizioni delle opere paterne in francese, ed ha avuto un intenso scambio di lettere per promuovere la sua opera. Nel 1937, per il centenario della nascita di Spir, Martinetti ha pubblicato in Italia un'edizione monografica su Špir della Rivista di Filosofia. Dopo la seconda guerra mondiale, il pensiero di Špir cadde nell'oblio. Nel 1990, per il centenario della morte di Špir a Ginevra, la Biblioteca Pubblica e Universitaria ha organizzato un'esposizione delle opere e degli oggetti del Fondo African Spir e ne ha pubblicato il catalogo ragionato.
Molte delle edizioni dei libri di Špir non sono state interamente vendute e sono ancora disponibili sul mercato librario in prima o seconda edizione (in Tedesco, Francese o in traduzione italiana, inglese, o spagnola). Probabilmente a causa del crescente interesse per l'argomento, all'inizio del ventunesimo secolo una ristampa della traduzione italiana di Odoardo Campa nel 1911 dell'opera di Špir Moralität und Religion (1874) è stata pubblicata nel 2008 col titolo Religione.
Decisivo, anche se sottovalutato, è l'influsso di Špir su Nietzsche, che tuttavia riprende le dottrine del filosofo russo per giungere ad esiti opposti, demolendo la metafisica e affermando l'unicità del mondo del divenire materiale e la "fedeltà alla terra". Altri filosofi influenzati dall'opera di Špir sono Hans Vaihinger; William James (di Harvard), fu tra i primi stranieri a prendere conoscenza di Pensiero e Realtà, già nel 1873, e rinvia varie volte a Spir nei suoi Principi di Psicologia, dove per esempio, discutendo di un problema kantiano, scrive: "On the whole, the best recent treatment of the question known to me is in one of A. Spir's works, his Denken und Wirklichkeit."; poi Max Müller (di Oxford); in Olanda Spruyt, Lund e Gerardus Heymans, quest'ultimo dichiarò che Špir esercitò un reale influsso sull'elaborazione del suo pensiero; Rudolf Steiner, che descrive Špir come "straordinariamente affascinante" e un "pensatore originale", con una "sottigliezza" che non si trova in nessuno dei suoi contemporanei. Eugenio Montale presenta Spir nella poesia "La gloria o quasi", del 10 novembre 1978.

### Opere
- 1866. Die Wahrheit, Leipzig, J.G. Findel (con lo pseudonimo di “Prais”, anagramma di: A. Spir, 2ª ed. col nome di A. Spir 1867, Lipsia, Förster und Findel).
- 1868. Andeutung zu einem widerspruchlosen Denken, Lipsia, J.G. Findel.
- 1869. Erörterung einer philosophischen Grundeinsicht, Lipsia, J.G. Findel.
- 1869. Forschung nach der Gewissheit in der Erkenntniss der Wirklichkeit, Lipsia, J.G. Findel.
- 1869. Kurze Darstellung der Grundzüge einer philosophischen Anschauungsweise, Lipsia, J.G. Findel.
- 1869. Vorschlag an die Freunde einer vernünftigen Lebensführung, Lipsia, J.G. Findel (trad. francese di Hélène Claparède-Spir: Projet d'un coenobium laïque, Ed. del Coenobium, Lugano, 1907).
- 1870. Kleine Schriften, Lipsia,J.G. Findel.
- 1873. Denken und Wirklichkeit: Versuch einer Erneuerung der kritischen Philosophie, 1ª ed. Lipsia, J. G. Findel.
- 1874. Moralität und Religion, 1ª ed. Lipsia, J.G. Findel. (trad. italiana di Odoardo Campa:Religione, Lanciano, Carabba, 1911, reprint 2008).
- 1876. Empirie und Philosophie: vier Abhandlungen, Lipsia, J.G. Findel.
- 1876. "Zu der Frage der ersten Principien", in: Philosophische Monatshefte, XII, p. 49-55.
- 1877. Denken und Wirklichkeit: Versuch einer Erneuerung der kritischen Philosophie, 2ª ed. Lipsia, J. G. Findel.
(trad. francese dalla 3ª ed. di A. Penjon: Pensée et réalité: essai d'une réforme de la philosophie critique, Lille, Au siège des Facultés - Parigi, Alcan, 1896).
- 1877. Sinn und Folgen der modernen Geistesströmung, 1ª ed. Lipsia, J.G. Findel.
- 1878. Moralität und religion, 2ª ed. Lipsia, J.G. Findel.
- 1878. Sinn und Folgen der modernen Geistesströmung, 2ª ed. Lipsia, J.G. Findel.
- 1879. Johann Gottlieb Fichte nach seinen Briefen, Lipsia, J. G. Findel.
- 1879. Recht und Unrecht: Eine Erörterung der Principien, Lipsia, J.G. Findel.(2ª ed., 1883, trad. italiana di Cesare Goretti: La Giustizia, Milano, Lombarda, 1930; trad. francese: Principes de justice sociale, Ginevra, Éditions du Mon-Blanc (Hélène Claparède-Spir ed., Pref. di Georges Duhamel); trad. inglese di Alexander Frederick Falconer: Right and Wrong, Edimburgo, Oliver and Boyd, 1954).
- 1879. Ueber Idealismus und Pessimismus, Lipsia, J.G. Findel.
- 1879. "Ob eine vierte Dimension des Raums denkbar ist?", in: Philosophische Monatshefte, XV, p. 350-352.
- 1880. Vier Grundfragen, Lipsia, J.G. Findel.
- 1883. Studien, Lipsia, J.G. Findel.
- 1883. Über Religion: Ein Gespräch, 1ª ed. Lipsia, J.G. Findel. (trad. italiana di O. Campa, Ed. del Coenobium, Lugano, 1910.
- 1883-85. Gesammelte Schriften Lipsia, J.G. Findel, (riedito nel 1896 da Paul Neff, Stoccarda).
- 1885. Philosophische Essays,Lipsia, J.G. Findel, (riedito nel 1896 da Paul Neff, Stoccarda).
- 1887. Esquisses de philosophie critique, Parigi, Ancienne librairie Germer-Baillière et Cie, F. Alcan éditeur. (trad. russa di N. A. Bracker, Mosca, 1901; trad. italiana di O. Campa, con un'introd. di P. Martinetti, Milano, 1913).
- 1890. Deux questions vitales: De la Connaissance du bien et du mal; De l'immortalité, Ginevra, Stapelmohr (pubblicato anonimo).
- 1895. "Wie gelangen wir zur Freiheit und Harmonie des Denkens", in: Archiv für systematische Philosophie, Bd. I, Heft 4, p. 457-473.
- 1897. Über Religion: Ein Gespräch, 2ª ed. Lipsia, J.G. Findel.
- 1899. Nouvelles esquisses de philosophie critique (études posthumes), Parigi, Librairie Félix Alcan, (trad. spagnola di R. Urbano, Madrid, 1904).
- 1908-09. Gesammelte Werke,Lipsia, J.A. Barth (Hélène Claparède-Spir ed.).
- 1930. Esquisses de philosophie critique, Paris, Libraire Félix Alcan (nuova ed. con un'introd. di Léon Brunschvicg).
- 1930. Propos sur la guerre, Paris, Editions Truchy-Leroy (Hélène Claparède-Spir ed.).
- 1937. Paroles d'un sage, Paris-Genève, Je Sers-Labor, 1937 (Choix de pensées d'African Spir avec une esquisse biografique, Hélène Claparède-Spir ed., 2ª ed. Paris, Alcan, 1938).
- 1948. Lettres inédites de African Spir au professeur Penjon, Neuchâtel, Éditions du Griffon (Introd. di Émile Bréhier).

### Fonte
- Fabrizio Frigerio, Catalogue raisonné du fonds African Spir, Ginevra, Bibliothèque Publique et Universitaire de Genève, 1990.

### Letteratura secondaria
- (FR)  Charles Baudouin, "Le philosophe African Spir (1837-1890). A l'occasion de son centenaire", in: Action et Pensée, 1938, giugno, p. 65-75.
- (FR)  Léon Brunschvicg, "La philosophie religieuse de Spir" in: Comptes rendus du II ème Congrès international de philosophie, Ginevra, 1904, p. 329-334.
- (FR)  Jean-Louis Claparède, "Spir signifie-t-il pour la philosophie un nouveau départ?", Travaux du IXe Congrès international de Philosophie, Congrès Descartes, Paris, Hermann, 1937, tome XI, p. 26.
- (FR)  Hélène Claparède-Spir, Un précurseur: A. Spir, Losanna-Ginevra, Payot & Cie, 1920.
- (FR)  Hélène Claparède-Spir, "Vie de A. Spir" in African Spir, Nouvelles esquisses de philosophie critique, Parigi, Félix Alcan, 1899.
- (FR)  Hélène Claparède, Evocation - Tolstoï - Nietzsche - Rilke - Spir, Georg et Cie, Librairie de l'Université, Genève, 1944.
- Augusto Del Noce, Filosofi dell'esistenza e della libertà, Spir, Chestov, Lequier, Renouvier, Benda, Weil, Vidari, Faggi, Martinetti, Rensi, Juvalta, Mazzantini, Castelli, Capograssi, a cura di Francesco Mercadante e Bernardino Casadei, Milano, Giuffrè, 1992.
- (FR)   Fabrizio Frigerio, Un philosophe russe à Genève: African Spir (1837-1890), su academia.edu., in: Musées de Genève, 1990, 307, p. 3-7.
- (DE)  Fabrizio Frigerio, "Spir, Afrikan Alexandrowitsch", in: Schweizer Lexikon, Mengis & Ziehr Ed., Luzern, 1991-1993, t. VI, p. 31.
- (FR)  Adolphe Ferrière, "African Spir", in: Bibliothèque universelle, 1911, vol. 63, p. 166-175.
- Cesare Goretti, "Introduzione a A. Spir, La giustizia". Milano, Editrice Lombarda, 1930
- Cesare Goretti, "Il dolore nel pessimismo di A. Spir", in "Rivista di filosofia", 1937, 227
- (DE)  Alfred Haag, Der Substanzbegriff und eine erkentniss-theoretischen Grundlagen in der Philosophie des Afrikan Spir, 1837-1890. Historisch-kritischer Beitrag zu neueren Philosophie, Würzburg, 1923-224.
Tesi di Laurea Università di Würzburg.
- (FR)  Gabriel Huan, Essai sur le dualisme de Spir, Parigi, Librairie Félix Alcan, 1914.
Tesi di Laurea Università di Parigi.
- (DE)  Humanus, (pseud. di Ernst Eberhardt), African Spir: ein Philosoph der Neuzeit, Lipsia, J.G.Findel, 1892.
- (DE)  Theodor Lessing, African Spirs Erkenntnislehre, Gießen, Münchow, 1900.
Tesi di Laurea Università di Erlangen. (African Spirs Erkenntnislehre (1899), in: Kantstudien, Bd. 6, Berlin, 1901)
- Piero Martinetti, "Africano Spir", in: Rassegna nazionale, 1913, fasc. 16 gennaio-11 febbraio.
- Piero Martinetti, La libertà, Milan, Lombarda, 1928, Spir: pp. 282-289 (nuova ed. Torino, Aragno 2004, Spir: p. 248-254).
- Piero Martinetti, Il pensiero di Africano Spir, Torino, Albert Meynier, 1990.
Pubblicato da e con un'introd. di Franco Alessio.
Recensione di Fabrizio Frigerio in: Revue de Théologie et de Philosophie, Losanna, 1993, 125, p. 400.
- (FR)  Auguste Penjon, "Spir et sa doctrine", Revue de métaphysique et de morale, 1893, p. 216-248.
- Rivista di filosofia, 1937, a. XXVIII, n. 3, Africano Spir nel primo centenario della nascita : *** "Africano Spir (1837-1890)"; E. Carando "La religione in Africano Spir", A. Del Noce " Osservazioni sul realismo e l'idealismo in A.Spir"; Cesare Goretti, "Il dolore nel pessimismo di A. Spir"; P. Martinetti "Il dualismo di A.Spir"; A. Poggi "Luci ed ombre nella morale di Africano Spir"; G. Solari "Diritto e metafisica nella morale di Africano Spir".
- (FR)  Joseph Segond, "L'idéalisme des valeurs et la doctrine de Spir" in: Revue philosophique de la France et de l'étranger, 1912, 8, p. 113-139.
- (DE)  Samuel Spitzer, Darstellung und Kritik der Moralphilosophie Spir's, Raab, 1896.
Tesi di Laurea Università di Würzburg.
- (DE)  Andreas Zacharoff, Spirs theoretische Philosophie dargestellt und erläutert, Weida i. Th., Thomas & Hubert, 1910.
Tesi di Laurea Università di Jena.

### Scelta di scritti sui rapporti Nietzsche-Špir
- (EN)  Peter Bornedal, Surface and the Abyss, Nietzsche as Philosopher of Mind and Knowledge, Berlino - New-York, 2010.
- (EN)  Carl Beck Sachs,The Collapse of Transcendence in Nietzsche's Middle Period, University of California, San Diego, 2005, p. 34.
- (FR)  Hélène Claparède-Spir, Evocation: Tolstoi, Nietzsche, Rilke, Spir, Genève, Georg, 1944.
- (DE)  Hélène Claparède-Spir, "Friedrich Nietzsche und Afrikan Spir", Philosophie und Leben, 1930, 6, p. 242-250.
- (EN)  Maudemarie Clark & David Dudrick, "Nietzsche's Post-Positivism", European Journal of Philosophy, 2004, 12, p. 369-385.
- (DE)  Karl-Heinz Dickopp, "Zum Wandel von Nietzsches Seinsverständnis: Afrikan Spir und Gustav Teichmüller", Zeitschrift für philosophische Forschung, 1970, 24, p. 50-71.
- Paolo D'Iorio, "La superstition des philosophes critiques: Nietzsche et Afrikan Spir", Nietzsche-Studien, 1993, 22, p. 257-294.

"La superstizione dei filosofi critici: Nietzsche e Afrikan Spir". Hyper Nietzsche.
- Domenico M. Fazio, "Il Pensiero del Giovane Nietzsche e Afrikan Spir", in: Bollettino di Storia della Filosofia dell'Università degli Studi di Lecce, 1986/9, 9, p. 243-262.
- Domenico M. Fazio, Nietzsche e il criticismo, Elementi kantiani e neokantiani e critica della dialettica hegeliana nella formazione filosofica del giovane Nietzsche, Urbino, QuattroVenti, 1991.
- (EN)  Michael Steven Green, Nietzsche and the Transcendental Tradition, Urbana & Chicago, University of Illinois Press - International Nietzsche Studies Series, 2002.
- (EN)  Michael Steven Green, "Nietzsche's Place in Nineteenth Century German Philosophy", Inquiry, 2004, 47, p. 168-188.
Recensione di Will Dudley, "Hegel, Nietzsche, and Philosophy: Thinking Freedom", Cambridge U. Press 2002.
- (EN)  Michael Steven Green, "Was Afrikan Spir a Phenomenalist?: And What Difference Does It Make for Understanding Nietzsche?", The Journal of Nietzsche Studies, v46, n2, 2015, p. 152-176.
- (EN)  Nadeem J. Z. Hussain, "Nietzsche's Positivism", European Journal of Philosophy, 2004,12, p. 326-368.
- Sergio Sánchez, "Logica, verità e credenza: alcune considerazioni in merito alla relazione Nietzsche-Spir” in: Maria Cristina Fornari (ed.), La trama del testo: Su alcune letture di Nietzsche, Lecce, Millela, 2000, p. 249-282.
- Sergio Sánchez, "Linguaggio, conoscenza e verità nella filosofía del giovane Nietzsche: I frammenti postumi del 1873 e le loro fonti", Annuario Filosofico, 2000, 16, p. 213-240.
- (ES)  Sergio Sánchez, El problema del conocimiento en la filosofía del joven Nietzsche, Córdoba (Argentina), 2001
- (DE)  Karl Schlechta & Anni Anders, Friedrich Nietzsche: Von den verborgenen Anfängen seines Philosophierens,Stoccarda-Bad Cannstatt, F. Frommann, 1962, p. 119-122, 159-166.
- (EN)  Robin Small, "Nietzsche, Spir, and Time",Journal of the History of Philosophy, 1994, 32, p. 82-102.
Ripubblicato nel primo capitolo di Robin Small, Nietzsche in Context, Aldershot (UK), Ashgate, 2001.